# SN 2001ic
SN 2001ic – supernowa typu Ia odkryta 7 grudnia 2001 roku w galaktyce NGC 7503. W momencie odkrycia miała maksymalną jasność 17,40m.